# 超級偶像
《超級偶像》（英語：Super Idol），是三立電視與臺灣電視公司聯合監製及首播的台灣電視歌唱選秀節目，2007年10月27日起於每星期六晚上10點在台視首播（自2012年9月起首播時間調整為星期六晚上10點15分）、2007年10月28日起於每星期日晚上10點在三立都會台同步播出。本節目強調無年齡及職業門檻的設置，號召全民參與、有實力者皆可一圓明星夢。本節目首任主持人為利菁，2012年4月因利菁身體不適休養由方芳芳接任主持人，另由小蟲、黃國倫、陳珊妮、王治平、趙詠華、潘美辰、林隆璇、陳國華、陳樂融、許常德、劉天健、許慧欣、包小松、黃舒駿、薛忠銘、李泉、王祖壽、趙之璧等音樂人擔任評審。
2007年10月至2013年3月，本節目由友松傳播製作，薛聖棻、陳俊良擔任製作人。2013年2月，三立電視節目部將本節目收回自製。2013年7月21日起每星期日晚間10點在三立都會台首播，2013年7月27日起於每星期六晚上8點在超級電視台同步播出，台視退出聯播。方芳芳主持至2013年3月16日，曾國城、郭靜接任主持人，楊元麟擔任製作人，另由于美人、包小松、黎明柔、陳國華、許哲珮等音樂人擔任評審。
2014年6月，本節目女主持人郭靜因忙著新專輯宣傳，主持至2014年6月29日，由莎莎接任主持人。另由陳國華、陳秀珠、黃韻玲、包偉銘、金智娟等音樂人擔任評審。

## 歷屆主持人
- 第一屆至校際爭霸戰：利菁（播出日期：2007年10月27日－2011年12月3日）
- 第七屆：方芳芳（播出日期：2012年5月26日－2013年3月16日）
- 第八、九屆：曾國城、郭靜（播出日期：2013年7月21日－2014年6月29日）[8]
- 第九屆：曾國城、莎莎（播出日期：2014年7月13日－2014年12月7日）

## 比賽方式

### 評分
每季節目初期，為求迅速，會先以按燈方式決定淘汰人選。第一次淘汰賽結束後才以分數評定參賽者的表現。

#### 按燈制
- 第一屆至第五屆：參賽者上台演唱，演唱的同時，評審若對參賽者表演不滿意處，會亮一個燈，表示一次失誤；表演內累計到三個至四個警告燈，表示該名參賽者不能繼續演唱。主持人此時就會請評審，講解或指出該名參賽者所唱、所表現不好處，並由評審團決議是否有加分題機會。加分題為30秒的清唱歌曲，此時是參賽者可以減燈的時候，倘若參賽者還是表現欠佳，仍有可能再加燈，若於此時限內直接到達五個警告燈，表示直接淘汰，或是30秒內不能降低至2個燈以下者，不再有翻身機會，極有可能會被判定淘汰。如果參賽者在表演完畢後能壓低至2個警告燈以下，表示該名參賽者過關。
- 校際爭霸戰至第七屆：與上述規則相同，唯表演內累計到二個燈，表示該名參賽者不能繼續演唱，累計到三個燈，表示直接淘汰。如果參賽者在表演完畢後低於一個燈以下，表示該名參賽者過關。

#### 評分制
參賽者演唱結束後，評審必須將自己的給分遞交給工作人員，之後才進行講評。講評結束後，平均分或總分會顯示於舞台上的大螢幕。每位評審的給分均以十分為滿分。第一屆初期，評審只給整數分，但後期由於參賽者經常同分，所以評審的分數可打到小數點後第一位。第二屆則完全捨棄必須給整數分的規定。

#### 舉牌制
參賽者兩兩一組PK，待雙方演唱完畢之後，五位評審舉起印有參賽者姓名的牌子用作投票給表現較佳的參賽者，獲得評審三票或以上的參賽者代表過關，而票數較少的參賽者須進入失敗區。此制度於第五屆時改以舞台亮燈制，投票結果先行統計，過關者以亮燈方式揭曉。另，如有六位評審，兩位參賽者各三票則雙雙過關。

#### 殘酷三選一（三選二）
第五屆及第七屆的賽制，參賽者三人一組P.K，俟三人演唱完畢後，五位評審分別投票給表現較佳的參賽者，獲兩票（含）以上認同的參賽者方可直接過關（可能為一或二人），其餘則進入失敗區。

#### 殘酷二選一
第五屆的賽制，參賽者兩人一組P.K，俟兩人演唱完畢後，六位評審分別投票給表現較佳的參賽者，獲三票（含）以上認同的參賽者方可直接過關（可能為一或二人同時過關），其餘則進入失敗區。
第七屆的賽制，參賽者兩人一組P.K，俟兩人演唱完畢後，五位評審分別投票給表現較佳的參賽者，獲三票（含）以上認同的參賽者方可直接過關，其餘則進入失敗區。

## 超偶歷屆賽事排名一覽表
| 屆數 | 播出日期                      | 集數 | 冠軍              | 亞軍              | 季軍              | 第四名            | 第五名              | 第六名            | 第七名          | 最低/最高收視率 | 合作單位                   |
| ---- | ----------------------------- | ---- | ----------------- | ----------------- | ----------------- | ----------------- | ------------------- | ----------------- | --------------- | --------------- | -------------------------- |
| 1    | 2007年10月27日－2008年6月21日 | 35   | 張芸京 （87.954） | 黃文星 （87.611） | 林宗興 （87.254） | 江明娟 （87.171） | 王雅婷 （87.026）   | 高瑞欣 （84.630） | 黎卉淇 （ － ） | 1.10 / 5.75     | 金牌大風                   |
| 2    | 2008年6月28日－2009年1月31日  | 32   | 艾成 （87.495）   | 符瓊音 （87.489） | 林吟蔚 （86.805） | 謝俊奇 （86.402） | BabyFace （86.347） | 陳怡文 （50.847） | 鍾天慧 （ － ） | 1.67 / 4.16     | 擎天娛樂                   |
| 3    | 2009年2月7日－2009年10月31日  | 39   | 朱俐靜 （88.433） | 楊蒨時 （88.150） | 段旭明 （87.841） | 陳以岫 （87.214） | 羅平 （86.212）     | 陳怡帆 （50.680） | 張誠菡 （ － ） | 1.59 / 4.30     | 無                         |
| 4    | 2009年11月7日－2010年7月17日  | 35   | 曾昱嘉 （88.557） | 李婭莎 （88.203） | 胡振寰 （87.213） | 郭少軒 （86.991） | 金實基 （86.662）   | 吳汶芳 （74.700） | 羅晴 （ － ）   | 1.87 / 4.00     | 種子音樂                   |
| 5    | 2010年7月24日－2011年4月23日  | 39   | 艾怡良 （88.776） | 洪佩瑜 （88.224） | 杜牧 （86.733）   | 吳海文 （86.642） | 李寶龍 （86.118）   | 謝宜君 （50.820） | 翁詩耀 （ － ） | 1.33 / 2.44     | 索尼音樂                   |
| 6    | 2011年4月30日－2011年12月3日  | 30   | 李懿珅 （94.25）  | 陳婕 （93.85）    | 李松樺 （92.2）   | 詹英豪 （92.4）   | 李馥竹 （84.8）     | 克羅德 （42.5）   | 王崴宇 （42.0） | 1.55 / 2.24     | 老鷹音樂                   |
| 7    | 2011年12月10日－2013年3月16日 | 62   | 謝博安 （128.6）  | 陳佩潔 （126.6）  | 章婉兒 （86.7）   | 張 龍 （86.1）    | 林利豪 （86.0）     | 杜佳琪 （85.7）   | 連燕秋 （85.1） | 0.94 / 2.35     | 超級娛樂                   |
| 8    | 2013年7月21日－2014年3月30日  | 34   | 陳詩妤 （91.350） | 江筱柔 （90.050） | 蘇玉貞 （89.783） | 陳佳琦 （88.217） | 張懷顥 （87.967）   | 王榮德            | 馮玟璇          | 0.48 / 0.83     | 喜歡音樂、台灣索尼音樂娛樂 |
| 9    | 2014年4月6日－2014年12月7日   | 35   | 張語噥            |                   |                   |                   |                     |                   |                 | /               |                            |

## 賽事簡介

### 第一屆
- 2007年10月27日開始的《超級偶像》第一屆賽事，合作單位是金牌大風，以百位以上的初賽參賽者為起端，進行內容不一的競賽。經過七個月初賽、複賽等過程後，2008年5月起，節目進入正式決賽。
- 而決賽名單則為六強，名單分別為：張芸京、黃文星、林宗興、江明娟、王雅婷（2008年6月7日得到第五名）、高瑞欣（2008年5月10日得到第六名）。
- 十強排名：張芸京、黃文星、林宗興、江明娟、王雅婷、高瑞欣、黎卉淇、黃偉豪、楊美玉、廖志良。
- 2008年6月21日 第一屆比賽正式結束共35集。

### 第二屆
2008年6月28日開始的《超級偶像》第二屆賽事，以六十一位參賽者為起端，進行內容不一的競賽。經過六個月初賽、複賽等過程後，於2008年12月27日節目正式進入冠軍積分賽。
- 而進入決賽名單的前六強分別為：艾成、符瓊音、林吟蔚、謝俊奇、BabyFace、陳怡文（2009年1月10日得到第六）（2009年1月31日）超2前十名將演唱台視在愛卡拉網路上舉辦的《全球華語歌曲創作大賽》觀眾所創作的歌並投票獲得前十名的歌曲，將由《超2》十強演唱。創作為：張鈞政：吳靜慧：王世菁、胡湘翎、楊偉立等5位，最後，分別是7組優勝，3組前三名。第三是田家豪危機意識8.6、第二是林冠宏蝶戀花8.6分、第一是胡湘翎玻璃鞋8.7分。之後《愛卡拉》採網路發行。
- 十強排名：艾成、符瓊音、林吟蔚、謝俊奇、BabyFace、陳怡文、鍾天慧、曾威豪、李鈺卿、張綺倫。
- 2009年1月31日 第二屆比賽正式結束共32集。

### 第三屆
- 2009年2月7日開始的《超級偶像》第三屆（簡稱《超3》）賽事，初賽是以萬人海選的方式選出參賽者，其餘與前兩屆雷同。另外，還有上屆參賽者王梓芳、陳怡帆，二度參加《超3》比賽。
- 在2009年4月11日賽程內容稍做改變，原有的失敗區進入20強之後，直接變成淘汰區。並且，每集選出MVP，MVP有機會成為台視、三立電視、非凡電視、愛卡拉每月主打星、電台/雜誌專訪、贊助商提供之名貴獎品等；並且，不定期還會找來藝人與選手合唱。
- 另外，《超3》2009年5月23日在來賓部分，首次邀請《超級偶像》第一屆總冠軍，也是賽後發唱片的第一人歌手張芸京。台視更在2009年5月30日《超3》節目中，首次邀請《超級偶像》前兩屆參賽者，返回《超級偶像》舞台和第三屆參賽者進行《一對一PK賽》。
- 而進入總決賽名單的前六強分別為：朱俐靜、楊蒨時、段旭明、陳以岫、羅平、陳怡帆（於2009年10月3日得到第六名）。
- 2009年10月10日 進行總決賽LIVE播出。
- 十強排名：朱俐靜、楊蒨時、段旭明、陳以岫、羅平、陳怡帆、張誠菡、蔡昌憲、鍾舒祺、杜寶珍。
- 2009年10月31日 第三屆比賽正式結束共39集。

### 第四屆
- 2009年11月7日開始的《超級偶像》第四屆賽事，以百位以上的初賽參賽者為起端，進行內容不一的競賽。初賽是以萬人海選的方式選出參賽者，其餘與前三屆雷同。另外，還有上屆參賽者潘雅芳及面熟的參賽者BabyFace的吳汶芳、廖志良&黃宥恩分別以單飛和團體來參賽。
- 而進入總決賽名單的前六強分別為：曾昱嘉、李婭莎、胡振寰、郭少軒、金實基、吳汶芳
- 2010年7月17日進行總決賽LIVE播出。
- 十強排名：曾昱嘉、李婭莎、胡振寰、郭少軒、金實基、吳汶芳、羅晴、陳健一、趙太祥、劉行格。
- 2010年7月17日第四屆比賽正式結束共35集。

### 第五屆
- 2010年7月24日開始的《超級偶像》第五屆賽事，以百位以上的初賽參賽者為起端，進行內容不一的競賽。初賽是以千人海選的方式選出參賽者，其餘與前四屆雷同。另外，還有上屆參賽者馬振翔、郭映均及第二屆參賽者蘇亦承二度參加《超5》比賽。
- 本屆與洛杉磯華人電視台「漢天衛視」合作，在4月舉辦選秀賽，讓北美地區有志朝影藝事業發展的人，有機會到台灣比賽。為讓北美民眾有到台灣參賽，「漢天衛視」與「超級偶像」合作，將在洛杉磯舉行北美地區選秀賽。這項選秀於4月中旬在洛杉磯舉行初賽，24與25日舉行複賽與決賽。
- 本屆比賽過程首度採用新賽制，比賽過程中由五位或六位評審投票按燈（三選一，詳見第5、6、7集；即一人過關，其餘兩人坐入失敗區。），（三選二，詳見第8、9集；即兩人過關，一人坐入失敗區。），（二選一，詳見第10、11集；即一人過關，一人坐入失敗區，或兩人燈數相同即為一起過關。），的比賽方式，比賽過程相當緊張、刺激，直到最後一秒才知鹿死誰手。
- 而進入總決賽名單的前五強分別為：艾怡良、洪佩瑜、吳海文、杜牧、李寶龍、謝宜君（於2011年4月2日得到第六名）。
- 2011年4月9日進行總決賽LIVE播出。
- 十強排名：艾怡良、洪佩瑜、杜牧、吳海文、李寶龍、謝宜君、翁詩耀、榮忠豪、王瀞韓、蔡東儒。
- 2011年4月9日第五屆比賽正式結束共37集。
- 2011年4月23日五屆比賽正式結束。

### 第六屆：校際爭霸戰
- 2011年4月30日開始的《超級偶像》校際爭霸戰，以三十六位參賽者為起端，進行內容不一的競賽。初賽是以千人海選的方式選出參賽者，校際爭霸戰與歷屆不同的是前進校園與企業合作舉辦複試全程錄影播出。
- 2011年11月12日、2011年11月19日、2011年12月3日三週進行總決賽LIVE播出。
- 十強排名：李懿珅、陳婕、李松樺、詹英豪、李馥竹、克羅德、王崴宇、蘇銘翔、黃小龍、詹宇琦。
- 2011年12月3日校際爭霸戰比賽正式結束共30集。

### 第七屆：校際爭霸戰二
- 2011年12月10日開始的《超級偶像》第七屆賽事，以校園組與社會組各36位參賽者為起端，進行內容不一的競賽。初賽是以千人海選的方式選出參賽者，本屆與歷屆不同的是前進校園舉辦複試全程錄影播出。
- 2012年8月18日（該屆第34集）起，《超級偶像》於台視HD台的首播正式改以高畫質播出。
- 2012年9月15日（該屆第38集）起，《超級偶像》於台視主頻、台視HD台的首播時間調整為22點15分。
- 2012年9月23日賽事進入《十強前哨戰》，並且在本日的播出時間加三分鐘成為00點23分。
- 2012年10月25日賽事進入《18強決定賽搶進18強 全力求勝》，並且在本日的播出時間縮短為00點19分。
- 2013年1月19日賽事進入《八強決定賽獻給父母的一首歌》，並且在本日的播出時間提前至22點00分到00點00分。
- 2013年3月16日賽事進入《總決賽Live》。
- 十強排名：謝博安 ，陳佩潔、章婉兒、張　龍、林利豪、杜佳琪、連燕秋、劉忻怡、黃家新、郭子瑜。
- 2013年3月16日第七屆比賽正式結束共62集。

### 第八屆
- 2013年7月21日開始的《超級偶像》第八屆（簡稱《超8》）賽事，初賽是以萬人海選的方式選出參賽者。另外，還有校際爭霸戰參賽者田子豪，二度參加《超8》比賽。
- 2014年3月16日賽事進入《總冠軍賽》。
- 十強排名：陳詩妤、江筱柔、蘇玉貞、陳佳琦、張懷顥、王榮德、馮玟璇、楊涵琁、鄧佑剛、戴玉娟。
- 而進入總冠軍賽名單的前五強分別為：陳詩妤、江筱柔、蘇玉貞、陳佳琦、張懷顥。
- 2014年3月16日第八屆比賽正式結束共34集。

### 第九屆
- 2014年4月6日開始的超級偶像第九屆賽事，使用了全新賽制：「三位衛冕者與六位挑戰者之較量」－每集六位挑戰者將進行第一輪演唱，前三名取得向衛冕者挑戰的資格，連續衛冕25關可得獎金30萬；衛冕至第10關及第20關，可選擇帶走獎金或繼續比賽。
- 冠軍：張語噥

## 節目獎項
| 年份   | 頒獎典禮     | 獎項                        | 結果 |
| ------ | ------------ | --------------------------- | ---- |
| 2008年 | 第43屆金鐘獎 | 歌唱節目主持人獎-利菁       | 獲獎 |
| 2010年 | 第45屆金鐘獎 | 綜藝節目獎                  | 提名 |
| 2010年 | 第45屆金鐘獎 | 綜藝節目主持人獎-利菁       | 提名 |
| 2011年 | 第46屆金鐘獎 | 綜藝節目主持人獎-利菁       | 提名 |
| 2015年 | 第50屆金鐘獎 | 非戲劇類節目最佳導播-吳美君 | 提名 |

## 類似節目
台灣
- 金曲超級星（中視）
- 明日之星Super Star（民視）
- 超級星光大道（中視、中天電視）
- 華人星光大道（中視、中天電視）
- 快樂星期天─校園歌喉戰（華視）
- 亞洲新人歌唱大賽（八大電視）
- 全球新人王（東森電視）
- 超級紅人榜（三立台灣台）播出中
- 愛唱才會贏（年代電視）
- 我愛男子漢（超級電視台）
- 亞洲天團爭霸戰（華視）
- 原子少年Atom Boyz（中視、三立、TVBS歡樂台）播出中

香港
- TVB全球華人新秀歌唱大賽（無綫電視）
- 超級巨聲（無綫電視）
- 亞洲星光大道（亞洲電視）

中國
- 超級女聲、快樂男聲、快樂女聲（湖南電視台）
- CCTV青年歌手電視大獎賽 (中央電視臺綜藝頻道)
- 夢想中國（中央電視臺經濟頻道）
- 全國少兒歌手電視大賽（中央電視臺少兒頻道）
- 我型我秀、加油好男儿（東方衛視）
- 名師高徒（江蘇衛視）
- 咪咕明星學院（東方衛視、中國移動）

美國
- American Idol（福斯電視網）
- Dancing with the Stars（ABC、英國廣播公司商業分支）
- The Sing-Off（NBC）
- The Voice（NBC）
- The X Factor（福斯電視網）播出中

英國
- Pop Idol（ITV）
- 英國有才（ITV）
- X Factor（ITV）

法國
- Nouvelle Star

新加坡
- 絕對SuperStar（U频道）
- （英文）校園SuperStar（英语：Campus SuperStar）（U频道）
- （英文）非常SuperBand（英语：SuperBand）（U频道）
- 超級主持人（U频道）
- （英文）明星偶像（英语：Star Idol）（8频道）
- 唯我獨尊（U频道）
- （英文）才華橫溢出新秀（8频道）
- Sunsilk明星学院（星和都会台）
- Talentime（5频道）
- （英文）新加坡偶像（英语：Singapore Idol）（5频道）
- Live The Dream（5频道）
- The Dance Floor（5频道）
- One Moment of Glory（5频道）
- （英文）The Final 1（英语：The Final 1 (Season 1)）（5频道）
- Angurah（Suria）
- Dhool（Vasantham） 播出中

馬來西亞
- Astro新秀大赛 （页面存档备份，存于） Astro Star Quest （Astro）
- 绝对SuperStar (馬來西亞) Project Superstar （八度空间）
- 马来西亚明星偶像（英语：Star Idol Malaysia） Star Idol Malaysia （ntv7）
- 大马偶像（英语：Malaysia Idol） Malaysian Idol （八度空间）
- 万中选一 (电视节目)（英语：One in a Million (TV series)） One In A Million （八度空间）
- 我要做Model（英语：I Wanna Be A Model） I Wanna Be a Model （八度空间）
- 终极天团 Ultimate Power Group （八度空间）
- Astro舞极限 （页面存档备份，存于） Astro Battle Ground （Astro）

## 外部連結
- 官方网站－台視
- 官方网站－三立
- 官方网站－台灣宏觀電視

- 東森新聞，〈一集200萬　全新選秀節目「超級偶像」高規格開戰〉，2007年10月21日
- 東森新聞，〈挑樑節目首集開紅盤　利菁：比得金鐘獎還樂！〉，2007年10月30日
- 中時電子報，〈超級偶像重播 卯上星光大道〉，2007年11月1日